# Stupčice
Stupčice je malá vesnice, část obce Mezno v okrese Benešov. Nachází se asi 1,5 km na severozápad od Mezna. V roce 2009 zde bylo evidováno 21 adres.
Stupčice je také název katastrálního území o rozloze 1,39 km².

## Historie
První písemná zmínka o vesnici pochází z roku 1389.
Roku 1899 zde MUDr. Ladislav Krouský (1866–1929) otevřel sanatorium, resp. penzionát pro rekonvalescenty. Pronajímal v něm letní byty a hostům nabízel masáže, elektroléčbu, bahenní léčbu a lékařsky upravenou dietní stravu. Pomáhali tu pacientům po těžkých nemocech a operacích, duševně rozrušení zde hledali klid. Ze známých osobností tu pobývali např. Jaroslav Vrchlický, Růžena Svobodová a poslanec Josef Neumann (který tu během pobytu zemřel).
Nedaleká železniční stanice Střezimíř (od roku 2022 muzeum s provozem šlapacích drezin) nesla v minulosti název Stupčice.

## Osobnosti
- Narodil se zde Václav Novotný (1828–1895), učitel a hudební skladatel,[15] autor písně Krásný hled je na ten Boží svět[16]

## Galerie

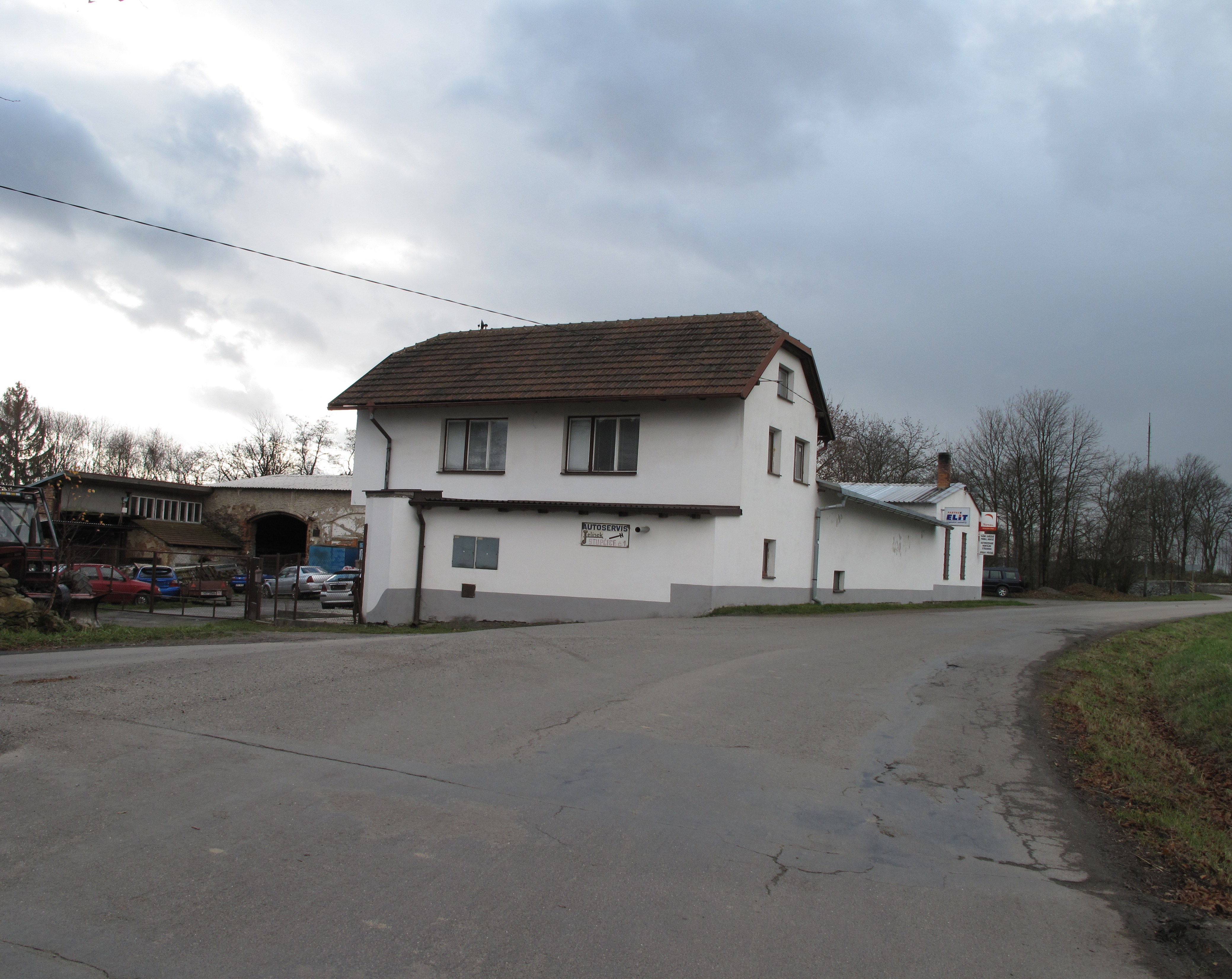
Dům u silnice
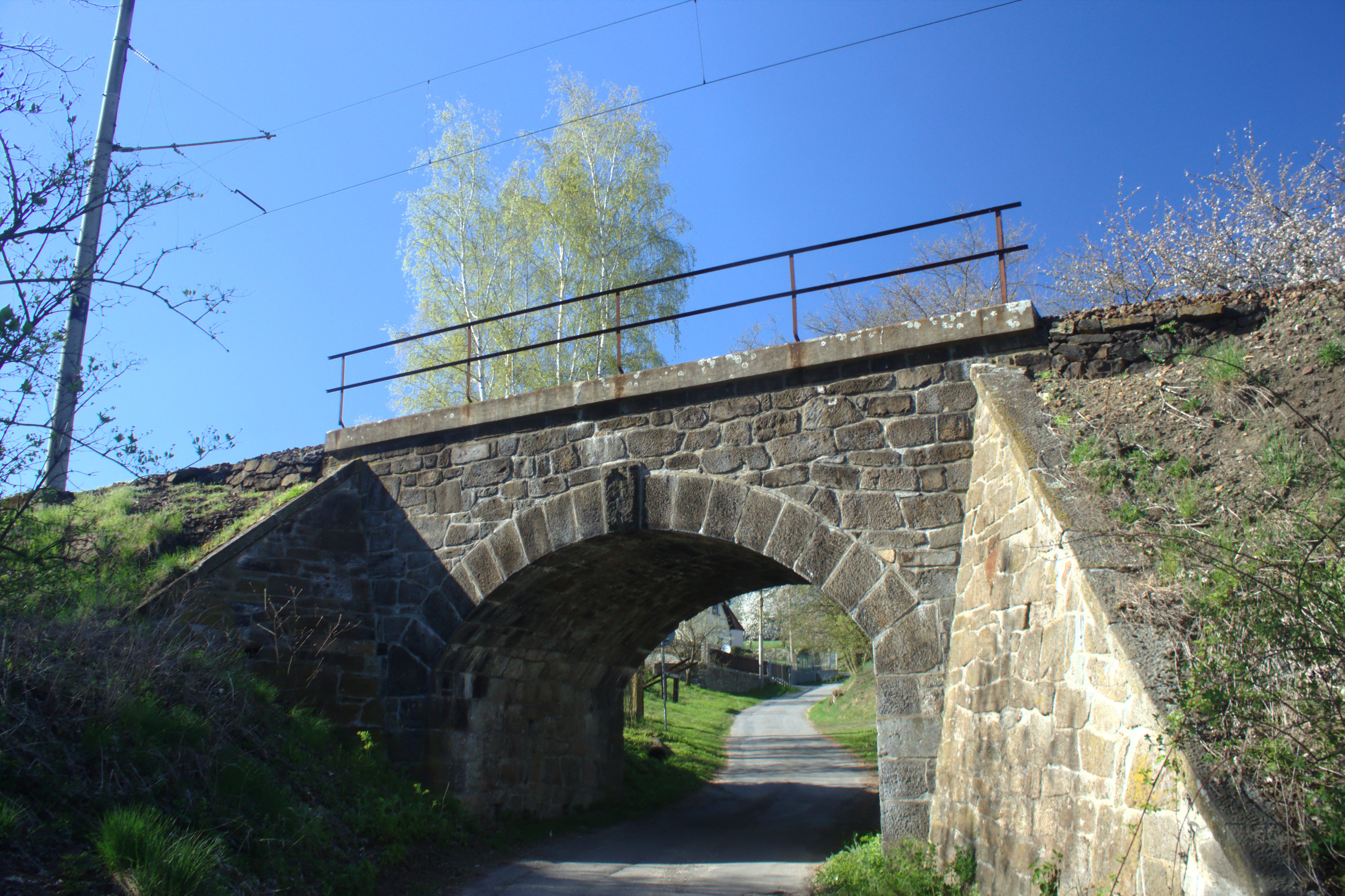
Most železniční trati
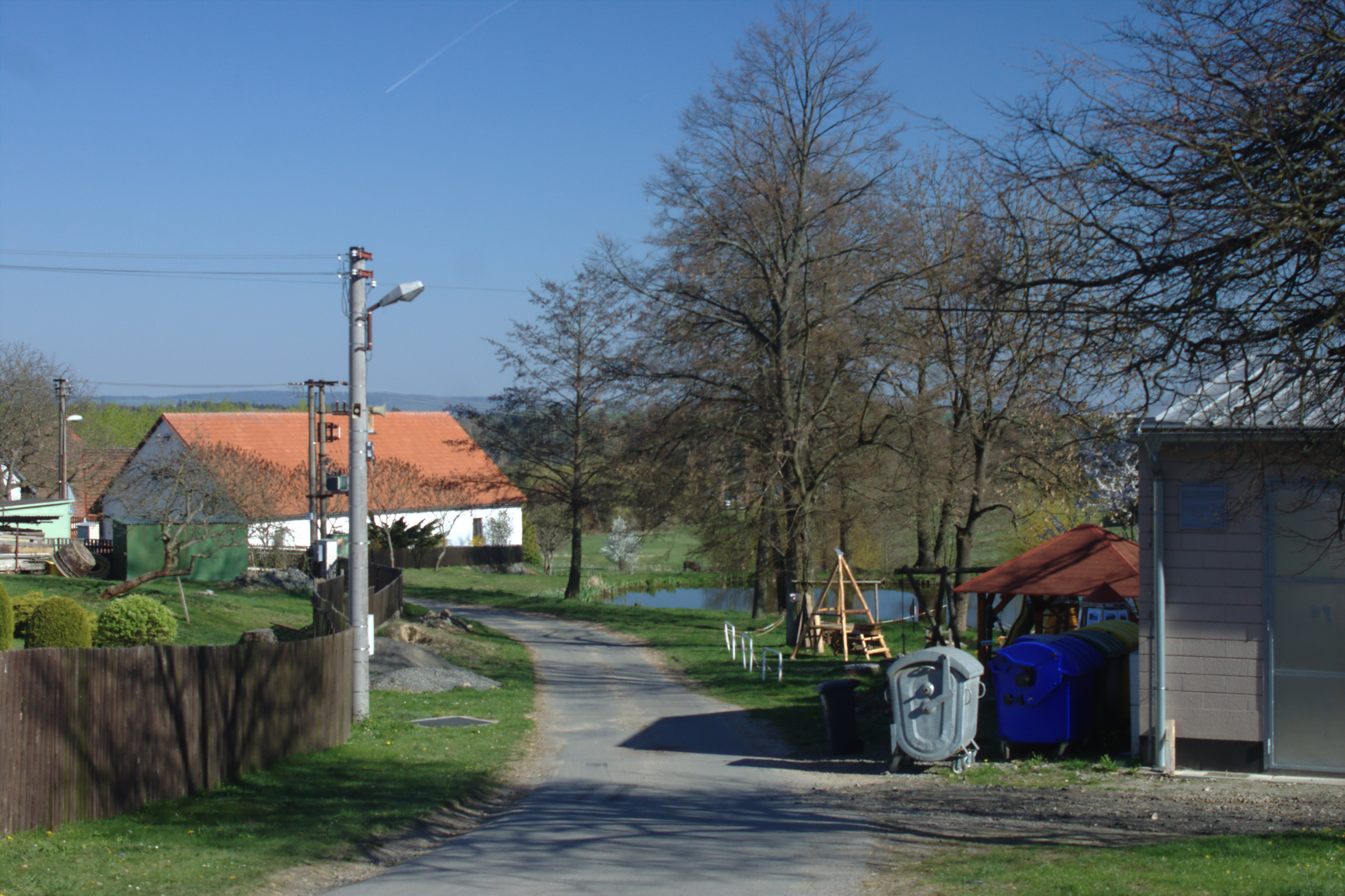
Náves